# Lengnau
Lengnau es una comuna suiza del cantón de Argovia, situada en el distrito de Zurzach. Limita al norte con las comunas de Baldingen, Böbikon y Wislikofen, al este con Schneisingen, al sur con Ehrendingen, Freienwil y Obersiggenthal, y al oeste con Endingen.

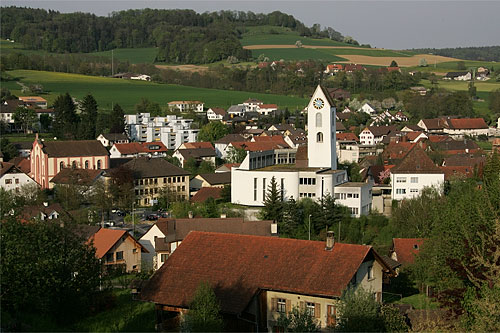
Lengnau.

## Transportes
Ferrocarril
Cuenta con una estación ferroviaria en la que efectúan parada trenes regionales.